# Amblyeleotris yanoi
Amblyeleotris yanoi är en fiskart som beskrevs av Aonuma och Yoshino, 1996. Amblyeleotris yanoi ingår i släktet Amblyeleotris och familjen smörbultsfiskar. Inga underarter finns listade i Catalogue of Life.

## Bildgalleri

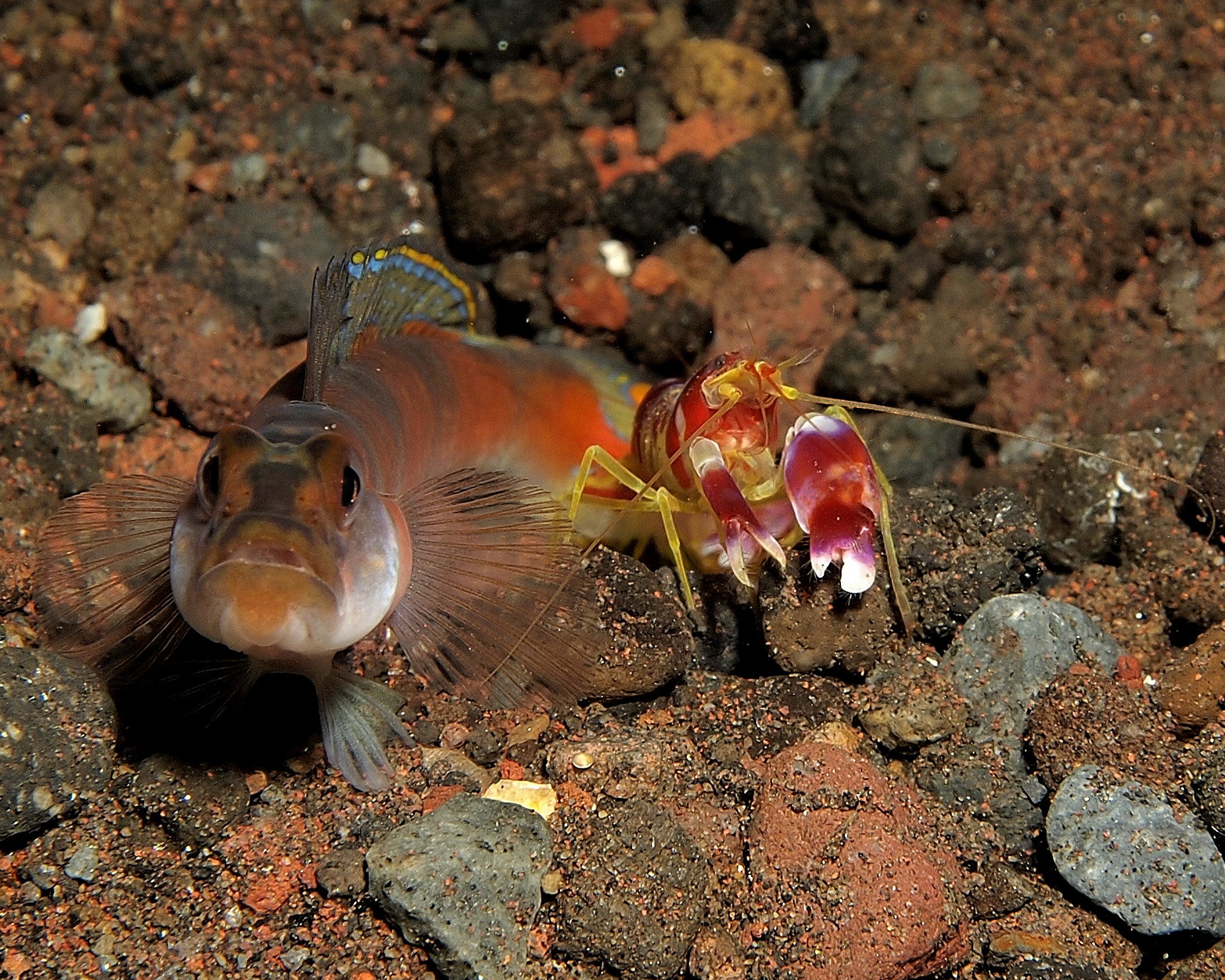
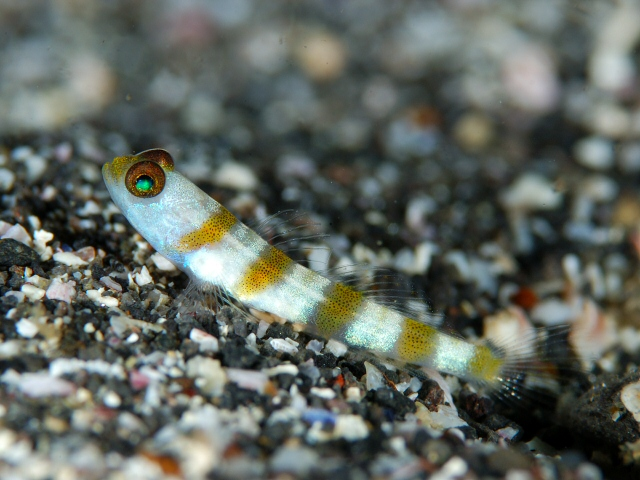